# L'amore nuoce gravemente alla salute
L'amore nuoce gravemente alla salute (El amor perjudica seriamente la salud) è un film del 1997 diretto da Manuel Gómez Pereira.
Film commedia spagnolo con protagonista Penélope Cruz.